# Breitling
Breitling AG (wym. [ˈbraɪtlɪŋ]) – szwajcarskie przedsiębiorstwo zajmujące się produkcją zegarków, założone w 1884 roku.

## Historia
Historia Breitlinga od początku związana jest z historią lotnictwa. Breitling od rozpoczęcia swojej działalności dostarcza szeroką gamę czasomierzy dla pilotów i wiele urządzeń, które stanowiły elementy paneli sterujących w samolotach.
Historia Breitliga rozpoczyna się w roku 1884 kiedy to León Breitling założył w szwajcarskim miasteczku St. Imier manufakturę zajmującą się produkcją czasomierzy i precyzyjnych urządzeń mierniczych. W 1892 r. Breitling przeniósł się do La Chaux-de-Fonds. W 1914 r. w wieku 54 lat zmarł założyciel firmy, León Breitling. Firmę przejął jego syn Gaston, który przyczynił się do powstania zegarka naręcznego z chronografem, przeznaczonego dla pilotów.
W roku 1915 Breitling jest już poważnym dostawcą zegarów do kokpitów samolotowych. W 1923 r. Breitling tworzy pierwszy zegarek z funkcją chronografu, uruchamianą niezależnym przyciskiem. Gaston Breitling zmarł w roku 1927 r. Firmą od 1932 zaczyna kierować jego syn, Willy. W 1934 r. w zegarku Breitlinga pojawia się drugi przycisk uruchamiający funkcję chronografu, co pozwala na odmierzanie kilku krótkich odcinków czasu.
W 1936 r. Breitling zaczyna współpracę z Royal Air Force, a w 1940 r. pojawia się model Duograph z drugą wskazówką z funkcją fly-back. A w 1942 r. powstaje pierwszy model Chronomat wyposażony w suwak logarytmiczny, pozwalający pilotom na dokonywanie wielu obliczeń parametrów lotu. W tym czasie Bretling zaczyna współpracować także z US Air Force.
W 1952 r. powstaje także Navitimer pozwalający na pomiar takich parametrów lotu takich jak: prędkość wznoszenia, czas do zakończenia lotu, pokonany dystans, itd. Breitling zostaje jednym z największych dostawców urządzeń pomiarowych dla lotnictwa.
W maju 1962 r. Cosmonaute, czyli zegarek z jednej z serii Breitlinga, wyrusza w podróż w kosmos na ręce Scotta Carpentera.
W latach 1965–1969 Bretling opracowuje, wspólnie z Hamilton Buren i Heuer Leonidas, pierwszy mechanizm chronografu z automatycznym naciągiem. Efektem jest pierwszy model Chronomatic. Jednak lata siedemdziesiąte i ekspansja kwarcowych mechanizmów z Dalekiego Wschodu (tzw. rewolucja kwarcowa) mocno chwieją pozycją firmy Breitling. Wybawcą zostaje Ernest Schneider, producent zegarków i pilot z zamiłowania, który w 1979 r. przejmuje firmę z rąk wnuka założyciela, Williego Breitlinga. Rozpoczyna się era kwarcowa w Breitlingu.
W 1984 r. firma obchodzi swoje stulecie, na tę rocznicę Breitling wydaje Chronomat, który staje się wiodącym, pod względem ilości sprzedanych sztuk, modelem. W 1985 powstają pierwsze modele z ciekłokrystalicznymi wyświetlaczami. Breitling w tym czasie pracuje nad modelami przeznaczonymi dla marynarki wojennej. W końcu udaje mu się stworzyć model o nazwie Deep Sea, z wodoszczelnością do 3300 stóp (ponad 1000 m). W 1987 r. powstaje model World, który wskazuje czas w czterech strefach czasowych.
1995 r. przynosi pierwszy model z serii Emergency, wyposażony w nadajnik z wysuwaną antenką nadający na falach 121,5 MHz, uruchamiany przez pilota w celu wezwania pomocy po zestrzeleniu lub przymusowym lądowaniu. Używany w misjach NATO i USAF.

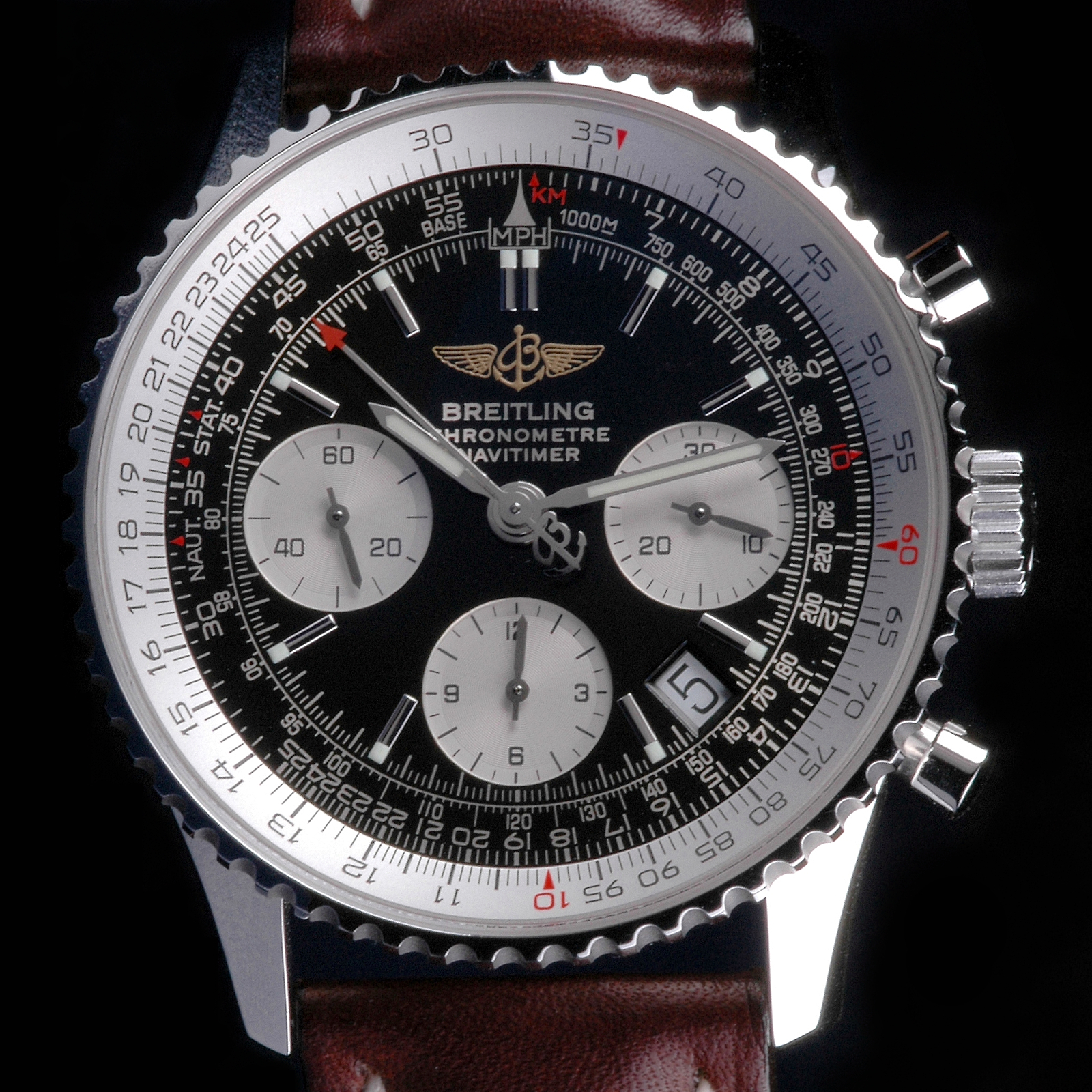
Navitimer – najpopularniejszy model zegarka marki Breitling

## Breitling dziś
Breitling to pięć linii: Professional, Aeromarine, Windrider, Navitimer, a także linia ekskluzywna Breitling for Bentley. Roczna produkcja przekracza 150 tys. sztuk.